# Organització de Treballadors Proletaris
Organització de Treballadors Proletaris del Nepal o Nepal Proletarian Workers Organisation fou un partit polític comunista del Nepal.
És el nom que va adoptar la Lliga Comunista Proletària del Nepal quan es va unir al grup de comunistes de Ruplal Bishwakarma, separat de l'Organització de Treballadors i Camperols del Nepal.
El 20 de novembre de 1990 el Partit Comunista del Nepal (Mashal), el Partit Comunista del Nepal (IV Congrés), l'Organització de Treballadors Proletaris i el Partit Comunista del Nepal (Janamukti), van constituir el Partit Comunista del Nepal (Centre d'Unitat).